# Piotr Parszyn

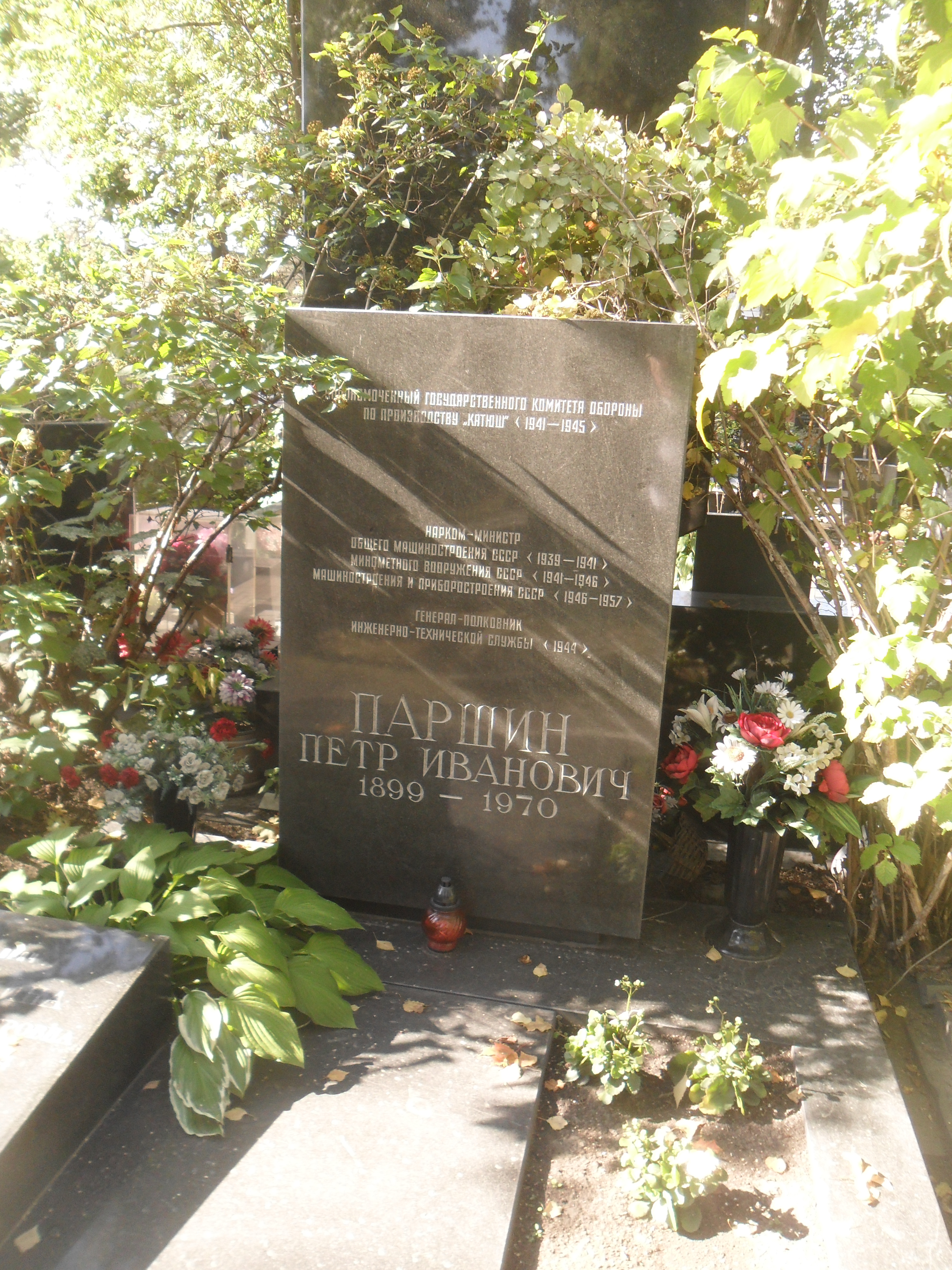
Grób Piotra Parszyna na cmentarzu Nowodziewiczym

Piotr Iwanowicz Parszyn (ros. Пётр Иванович Паршин, ur. 4 października?/16 października 1899 w stanicy Balinskaja-Kamienka w guberni penzeńskiej, zm. 11 października 1970 w Moskwie) – radziecki polityk, minister, generał pułkownik.

## Życiorys
W 1917 ukończył technikum kolejowe w Penzie, w latach 1921–1927 pracował w fabryce, 1924 ukończył studia w Instytucie Politechnicznym w Leningradzie, w latach 1927–1937 był dyrektorem fabryki. 1928 przyjęty do WKP(b), od 1937 do stycznia 1938 szef Głównego Zarządu Średniego Przemysłu Maszynowego Ludowego Komisariatu Przemysłu Ciężkiego ZSRR, od stycznia 1938 do 5 lutego 1939 zastępca ludowego komisarza przemysłu maszynowego ZSRR, od 5 lutego 1939 do 26 listopada 1941 ludowy komisarz inżynierii ogólnej ZSRR. Od 26 listopada 1941 do 17 lutego 1946 ludowy komisarz uzbrojenia moździerzowego ZSRR, 5 sierpnia 1944 mianowany generałem porucznikiem, a 18 listopada 1944 generałem pułkownikiem służby inżynieryjno-technicznej. Od 17 lutego 1946 do 5 marca 1953 ludowy komisarz/minister przemysłu maszynowego i urządzeń ZSRR, od 14 października 1952 do 14 lutego 1956 zastępca członka KC KPZR, od marca 1953 do 19 kwietnia 1954 I zastępca ministra przemysłu maszynowego ZSRR, od 19 kwietnia 1954 do 21 stycznia 1956 minister przemysłu maszynowego i urządzeń ZSRR, w latach 1956–1957 zastępca ministra przemysłu maszynowego ZSRR, następnie na emeryturze. Deputowany do Rady Najwyższej ZSRR 2 kadencji (1946-1950). Pochowany na cmentarzu Nowodziewiczym.

## Odznaczenia i nagrody
- Order Lenina (pięciokrotnie)
- Nagroda Stalinowska (1953)
- Order Kutuzowa I klasy
- Order Czerwonego Sztandaru Pracy